# Bilderbuch
Bilderbuch est un groupe autrichien de rock et hip-hop, originaire de Kremsmünster. Leur style musical montre des influences de différents genres, entre autres le rock indépendant, l'art pop et le hip-hop. Bilderbuch est l'un des groupes autrichiens de pop les plus populaires de l'espace germanophone.

## Histoire

### Débuts
En été 2009, le premier album Nelken und Schillinge sort sur le label discographique indépendant Schoenwetter Schallplatten. Le single Calypso se hisse à la quatrième place des Austrian Indie Charts et se trouve également sur la FM4 Soundselection 21. Il est suivi d'une diffusion régulière sur la chaîne de radio jeunesse autrichienne FM4, ainsi que de concerts nationaux et internationaux (Frequency, Two Days a Week et autres). Musikexpress écrit à propos de Nelken und Schillinge : « Un album entre l'opéra-rock, le rock de la drogue et le dadaïsme ». Le magazine Visions estime qu'il est « propulsif, pas trop gnangnan, reconnaissable et adapté aux pistes de danse ».
Le single Karibische Träume sort en janvier 2011. La vidéo du single est réalisée par Antonin B. Pevny, qui a entre autres déjà travaillé avec Moby, est tourné dans les Alpes autrichiennes. Elle sert d'inspiration pour le clip Auf und davon de Casper, lors de la tournée Hinterland Tour 2014 de laquelle Bilderbuch est présent aux côtés de Portugal. The Man en première partie. L'album-concept Die Pest im Piemont sort le 18 mars 2011 (Schoenwetter Schallplatten/Ink Music) et vaut de nouveau à Bilderbuch des critiques positives. Karl Fluch de Der Standard qualifie Bilderbuch d'« un des nouveaux groupes les plus excitants d'Autriche ». Le Falter écrit à propos de l'album Die Pest im Piemont : « Il existe dans un petit monde artistique à part et convainc par des textes entre slogan et poésie, comme certains rockers discursifs n'en ont pas eu l'occasion au cours de longues carrières ».

### Changement de style et percée

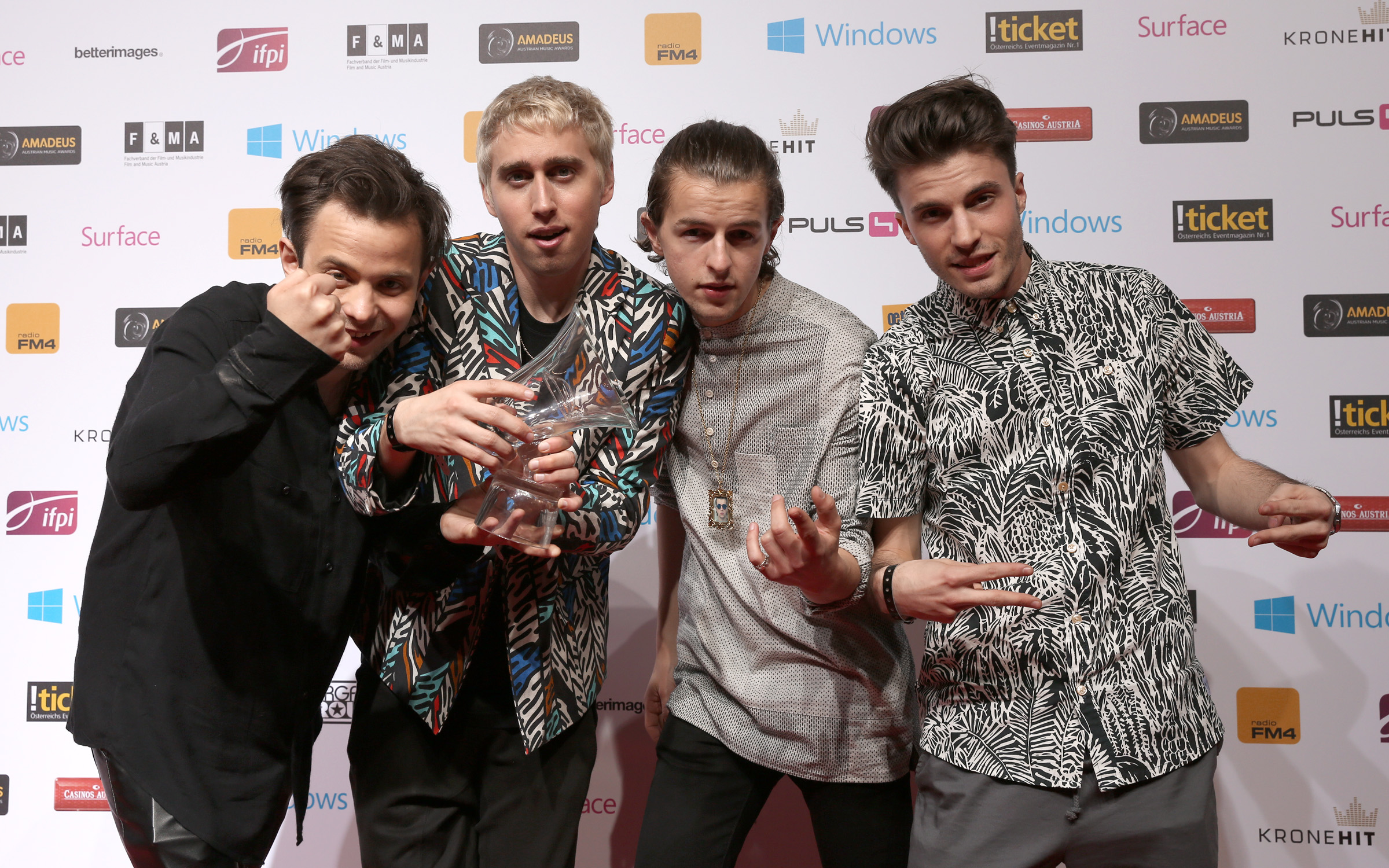
Bilderbuch aux Amadeus Awards de 2014.

Au début de l'année 2013, le batteur de hip-hop et de RnB Philipp Scheibl rejoint le groupe. En juin 2013, le single Plansch (tiré de l'EP Feinste Seide) sort et se classe dans les charts FM4. Noisey / Music by Vice écrit après la sortie de Plansch : « Maurice, Peter, Mike et Pille sont la nonchalance même. Bilderbuch sont probablement les seuls avec Kanye West à pouvoir utiliser l'autotune sans avoir un son absolument merdique - et en plus en allemand ». Le magazine ZIB 24 qualifie le single de « tube alternatif de l'été de l'année ».
Pour l'Amadeus Austrian Music Award 2016, ils sont nommés dans les catégories « groupe de l'année », « album de l'année », « groupe live de l'année » ainsi que dans la catégorie de genre « pop/rock », pour le FM4 Award et pour le Tonstudiopreis. Ils sont récompensés pour l'« album de l'année » et reçoivent également le Tonstudiopreis.
Leur morceau Spliff est utilisé dans le film Cure de bien-être de Gore Verbinski. En septembre 2017, Spliff est également entendu lors de la présentation de la collection de printemps de la marque de mode Versace dans le cadre de la Fashion Week de Londres.

### Passage au numérique
Fin mai 2018, le quatuor sort Eine Nacht in Manila, sa première nouvelle chanson depuis Magic Lif, et de grands festivals ont suivi, notamment en tant que co-tête d'affiche aux côtés de Gorillaz à Rock am Ring et Rock im Park.
En juillet 2019, Bilderbuch sort une nouvelle chanson, Mr. Refrigerator, qui est élue Tune of the Week (« chanson de la semaine ») par Jack Saunders dans l'émission indé de la BBC One. En octobre, un autre nouveau single, Kitsch, suit, ainsi qu'un EP en vinyle limité à 1 000 exemplaires, Mr. Refrigerator, qui était déjà épuisé le jour de sa sortie.

## Discographie

### Albums studio
- 2009 : Nelken und Schillinge
- 2011 : Die Pest im Piemont
- 2015 : Schick Schock
- 2017 : Magic Life (Maschin Records (Universal))
- 2018 : Mea culpa (Maschin Records (Universal))
- 2019 : Vernissage My Heart (Maschin Records (Universal))
- 2022 : Gelb ist das Feld (Maschin Records (Universal))

### EP
- 2010 : Bitte, Herr Märtyrer
- 2013 : Feinste Seide
- 2019 : Mr. Refrigerator
- 2023 : Softpower

### Singles notables
- 2013 : Maschin ( Or)
- 2014 : OM ( Or)
- 2015 : Willkommen im Dschungel
- 2017 : Bungalow ( Platine x2)
- 2017 : Baba